# Silberbrauen-Bergtangare
Die Silberbrauen-Bergtangare (Dubusia taeniata) ist eine Vogelart aus der Familie der Tangaren (Thraupidae). Die Art hat ein großes Verbreitungsgebiet, das die südamerikanischen Länder Venezuela, Kolumbien, Ecuador, Peru und Bolivien umfasst. Der Bestand wird von der IUCN als nicht gefährdet (Least Concern) eingeschätzt.

## Merkmale
Die Silberbrauen-Bergtangare erreicht eine Körperlänge von etwa 19 Zentimetern bei einem Gewicht von ca. 37 Gramm. Der Kopf, der Nacken und die Kehle sind schwarz. Der größte Teil der Oberseite ist dunkelblau. Ein strähniger blasser metallischblauer Augenbrauenbogen zieht sich lang über den Augen. Das gelbbraune Brustband fällt nicht immer auf. Der Rest der Unterseite ist gelb. Der Bürzel ist ebenfalls gelbbraun.

## Verbreitung und Lebensraum

Verbreitungsgebiet der Silberbrauen-Bergtangare (grün)

Die Art kommt nur selten an moosüberwachsenen und feuchten Bergwäldern vor. Man findet sie in Höhen zwischen 1900 und 3500 Metern. So ist sie hauptsächlich im dichten Chusquea-Bambus, der in den Anden vorkommt, zu beobachten.

## Verhalten
Man sieht den Vogel alleine, in Paaren und in gemischten Scharen. Dabei ist das Territorium, in dem er sich bewegt, sehr weitreichend. Bei der Futtersuche springt er von Ast zu Ast. Dabei findet er seine Nahrung von den   Stratifikationsschichten auf Augenhöhe bis in die hohen Baumwipfel. Meist bleibt er dabei versteckt im Dickicht, auch wenn er hin und wieder kurz in offenerer Vegetation rastet. Die Hauptnahrung besteht aus kleinen Früchten und Beeren. Des Weiteren ernährt er sich von Mistelzweigen und Insekten, die er im Moos findet.

## Unterarten
Es sind drei Unterarten beschrieben, die sich vor allem in ihrer Färbung und ihrem Verbreitungsgebiet unterscheiden:
- Dubusia taeniata taeniata (Boissonneau, 1840)[2] – Nominatform, Vorkommen streckt sich von der Sierra de Perijá in Venezuela, über alle Andenhänge des Departamento de Nariño in Kolumbien in die zentralen Anden Ecuadors bis in den nordwestlichen Teil des Marañón-Tales in Peru.
- Dubusia taeniata stictocephala Berlepsch & Stolzmann, 1894[3] – Die Krone deutlich blau im Gegensatz zur Nominatform. Kommt in der Region Junín im zentralen Peru vor.
- Dubusia taeniata carrikeri Wetmore, 1946[4] – Ähnelt Nominatform sehr. Das helle Braun der Brust weitet sich bis zu den Wangen aus. Das Blau der Brauenstreifen nahe der Krone ist sehr viel intensiver. Die mittleren und unteren Armdecken sind dunkler. Form etwas kleiner. Im Tal des Río Guatapurí und in der Sierra Nevada de Santa Marta präsent.

Bei  D. t. stictocephala  gibt es South American Classification Committee allerdings kontroverse Meinungen, ob es sich hierbei nicht in Wirklichkeit um eine eigene Art handelt.

## Etymologie und Forschungsgeschichte
Auguste Boissonneau beschrieb diese Bergtangare zunächst unter »Tanagra (Tachyphonus) tæniata«. Erst später wurde er von Charles Lucien Jules Laurent Bonaparte in seinem Buch Conspectus generum avium der Gattung »Dubusia« zugeschlagen.
Die Gattung wurde von Bonaparte zu Ehren von Baron Bernard Amé Léonard Du Bus de Gisignies (1808–1874) benannt. Die Silberbrauen-Bergtangare ist die einzige Art dieser Gattung.
Das Artepitheton »taeniata« leitet sich von den lateinischen Worten »taenia« für »Stirnband, Band« ab. Das »carrikeri« in der Unterart ehrt Melbourne Armstrong Carriker, Jr. (1879–1965).  Das Wort »stictocephala« leitet sich aus den griechischen Worten »stictos« für »getupft, gefleckt« und »phalaris« für »Blesse« ab.